# Ici n'est plus ici
Ici n'est plus ici (titre original en anglais : There There) est le premier roman de l'auteur cheyenne et arapaho Tommy Orange. Publié en 2018, il traite de la situation des Autochtones dans les villes des États-Unis.
Le roman est nommé dans les trois finalistes du prix Pulitzer de la fiction en 2019 et remporte l'American Book Award la même année. Il est publié en français par Albin Michel en août 2019.
Le titre du roman est inspiré d'une phrase de l'autobiographie de Gertrude Stein (« There is no there there. »), qui, comme Orange, a grandi à Oakland. Il fait le rapprochement entre ce qu'a ressenti Stein en revenant à Oakland, qu'elle ne reconnaît pas tant la ville a changé avec les années, et la perte de leur environnement par les amérindiens.
Dans ce roman, Orange fait intervenir douze narrateurs afin de montrer des amérindiens différents les uns des autres. Il entend ainsi lutter contre l'image qu'il qualifie de « monolithique » qu'ils ont dans l'esprit du public. Il montre des Natifs souvent pauvres et en proie à des difficultés, mais  aussi citadins, modernes, de différentes générations, loin des braves guerriers du cliché habituel.